# Desmosoma gigantea
Desmosoma gigantea är en kräftdjursart som först beskrevs av Mungo Park 1999.  Desmosoma gigantea ingår i släktet Desmosoma och familjen Desmosomatidae. Inga underarter finns listade i Catalogue of Life.